# قانون الممارسات المضللة ومنع ترويع الناخبين
قانون الممارسات المضللة ومنع ترويع الناخبين لعام 2007 هو مشروع قانون قدّم إلى الدورة 110 للكونغرس في 31 يناير 2007 من قبل السيناتور الديمقراطي باراك أوباما النائب الديمقراطي عن ولاية إيلينوي والسيناتور الديمقراطي تشاك شومر النائب الديمقراطي عن ولاية نيويورك. وأحيل مشروع القانون إلى لجنة مجلس الشيوخ الأمريكي للسلطة القضائية وفي يوم 4 أكتوبر 2007 أحيل إلى مجلس الشيوخ على الرغم أنه لم يتم التصويت عليه مطلقًا.
قدم أوباما نسخة مماثلة من مشروع هذا القانون في الدورة 109 للكونغرس في 16 نوفمبر 2006 «لحماية الأمريكيين من أساليب تخويف الناخبين ومنعهم من ممارسة حقهم في التصويت في يوم الانتخابات».
خلال الانتخابات النصفية عام 2006، نشر الجمهوريون في المقطاعات الأمريكية ذات الأغلبية الإفريقية في ولاية ماريلاند - مدعين كذبًا - أن الديمقراطيين الأمريكيين الأفارقة البارزين يدعمون المرشحين الجمهوريين. قام مرشح مجلس الشيوخ مايكل إس. ستيل والحاكم روبرت إيرليك بدفع ثمن المنشورات والسماح بها وقد شجبها النقاد على نطاق واسع واعتبروها تزويرًا.
قال أوباما في ملاحظاته التمهيدية على مشروع قانون 2006: «من حقوقنا الأقدس كأمريكيين يأتي الحق في أن يكون صوتنا مسموعًا في الانتخابات. ولكن في كثير من الأحيان، نسمع عن تقارير حول مكالمات هاتفية غامضة ومراسلات بريدية تصل قبل أيام قليلة من الانتخابات وتسعى إلى تضليل وتهديد الناخبين لمنعهم من الوصول لصناديق الاقتراع. وعادة ما يستهدف من يقومون بتنفيذ أساليب هذه الحملات الخادعة السرية الناخبين من الأقلية أو الأحياء ذات الدخل المنخفض. وسيضمن هذا القانون لأول مرة التحقيق بشكل كامل في هذه الحوادث ومعاقبة من تثبت إدانتهم».”

## وصلات خارجية
- Summary on GovTrack

‌